# Црква Светог Марка у Белој Води
Црква Светог Марка у Белој Води, насељеном месту на територији града Крушевца, припада Епархији крушевачкој Српске православне цркве. 
Радови на цркви посвећеној Светом Марку започети су 1995. године и још трају.